# 보츠와나의 정치
이 문서는 보츠와나의 정치에 관한 것이다.

## 대통령의 권위
보츠와나 육군 총사령관의 책임도 지는 대통령은 국민 의회에서 의원의 호선으로 선출된다. 1명의 부통령과 8명의 각료는 대통령에 의해서 임명되고 내각을 구성한다.

## 의회
의회는 형식적으로는 양원제를 이루나, 상원에 해당하는 추장 회의(15의석)는 헌법 수정과 추장제에 관한 법안만을 심의한다.
하원에 해당하는 보츠와나 국민 의회는 정원이 44명이며 40명은 국민투표에 의해, 4명은 다수 정당에 의해 임명된다. 하원의원의 임기는 5년이다.

## 정당
보츠와나는 다당제 국가이며, 여러 정당들이 존재하고 있다. 대표적인 정당으로는 전 대통령 세레체 카마가 결성한 보츠와나 민주당이 있으며 보츠와나 독립 이후 연이어 집권하고 있다. 남아프리카 공화국과는 협조 관계이다.